# Chioggia
Chioggia (veneciano: Cioxa; latín: Clodia) es una ciudad italiana costera de 48.063 habitantes de la Ciudad metropolitana de Venecia, en la región del Véneto.
Alberga una sede destacada de la Universidad de los Estudios de Padova, ubicada en el Palazzo Grassi, en la rivera del Canal Vena, no muy distante del Puente Vigo. En esta sede se dicta el curso de estudios en biología marina, hecho aquí por la proximidad al mar y a la estación hidrobiológica de investigación de la misma Universidad.

## Geografía
La ciudad está situada en una pequeña isla en la entrada meridional de la laguna de Venecia, a unos 25 kilómetros al sur de Venecia (50 kilómetros por carretera); unas calzadas la conectan con tierra firme y con su frazione, actualmente un barrio, de Sottomarina. Limita al este con el mar Adriático, al sur con la desembocadura del río Adigio, que lo separa de la provincia de Rovigo y al oeste con la provincia de Padua.

## Historia
Existe una leyenda sobre los orígenes de Chioggia ligada a Eneas, héroe troyano que escapó de la destrucción de Troya y navegó por el Mediterráneo antes de establecerse en el Lacio y fundar Roma. Con Eneas navegaron también tres compañeros: Antenor, Aquilio y Clodio, quienes, a mitad del viaje, se separaron de su conciudadano y se dirigie,ron a la laguna veneciana, fundando respectivamente Padua, Aquilea y Clodia (Chioggia) respectivamente.
Chioggia y Sottomarina no destacaron especialmente en la antigüedad, aunque son mencionadas por primera vez por Plinio como la fossa Clodia, por su supuesta fundación por un tal Clodio.
Aunque la ciudad fue cambiada varias veces de nombre, los documentos más antiguos que nombran a Chioggia datan del siglo VI, cuando formaba parte del Imperio bizantino. Chioggia fue destruida por el rey Pipino de Italia en el siglo IX, pero se reconstruyó en torno a una nueva industria basada en las salinas. En la Edad Media, Chioggia propiamente dicha era conocida como Clugia major, mientras que Clugia minor era una barra de arena situada unos 600 metros más adentro en el Adriático. Municipio libre y sede episcopal desde 1110, tuvo después un papel importante en la llamada Guerra de Chioggia entre Génova y Venecia, siendo conquistada por Génova en 1378 y finalmente por Venecia en junio de 1380.

## Evolución demográfica
| Gráfica de evolución demográfica de Chioggia entre 1861 y 2011 |
|                                                                |
| Fuente ISTAT - elaboración gráfica de Wikipedia                |

## Cultura
La construcción cultural más importante aquí es el Museo Cívico de la Laguna Sur ubicado cerca de la catedral y a una corta distancia de la puerta de Santa María, en Campo Marconi 1. Ubicado en el ex convento de San Francesco fuera de la muralla, documenta la evolución histórico-ambiental y social del territorio.

## Economía
La principal fuente de desarrollo es la pesca, que hace de  Chioggia uno de los puertos marítimos más importantes del mar Adriático.
La segunda fuente de ganancias para esta ciudad es la producción agrícola de rosas.
La tercera fuente económica, pero no menos importante, proviene del turismo cultural y gracias a la localidad balnearia da Sottomarina también del turismo balneario.
Importante es también la actividad portuaria.
Otras formas menores de ganancias presentes en la ciudad de  Chioggia  son las industrias textiles, de madera y por la múltiple presencia de pequeños astilleros navales, que se ocupan de la realización y reparación de pesqueros y barcos de madera.

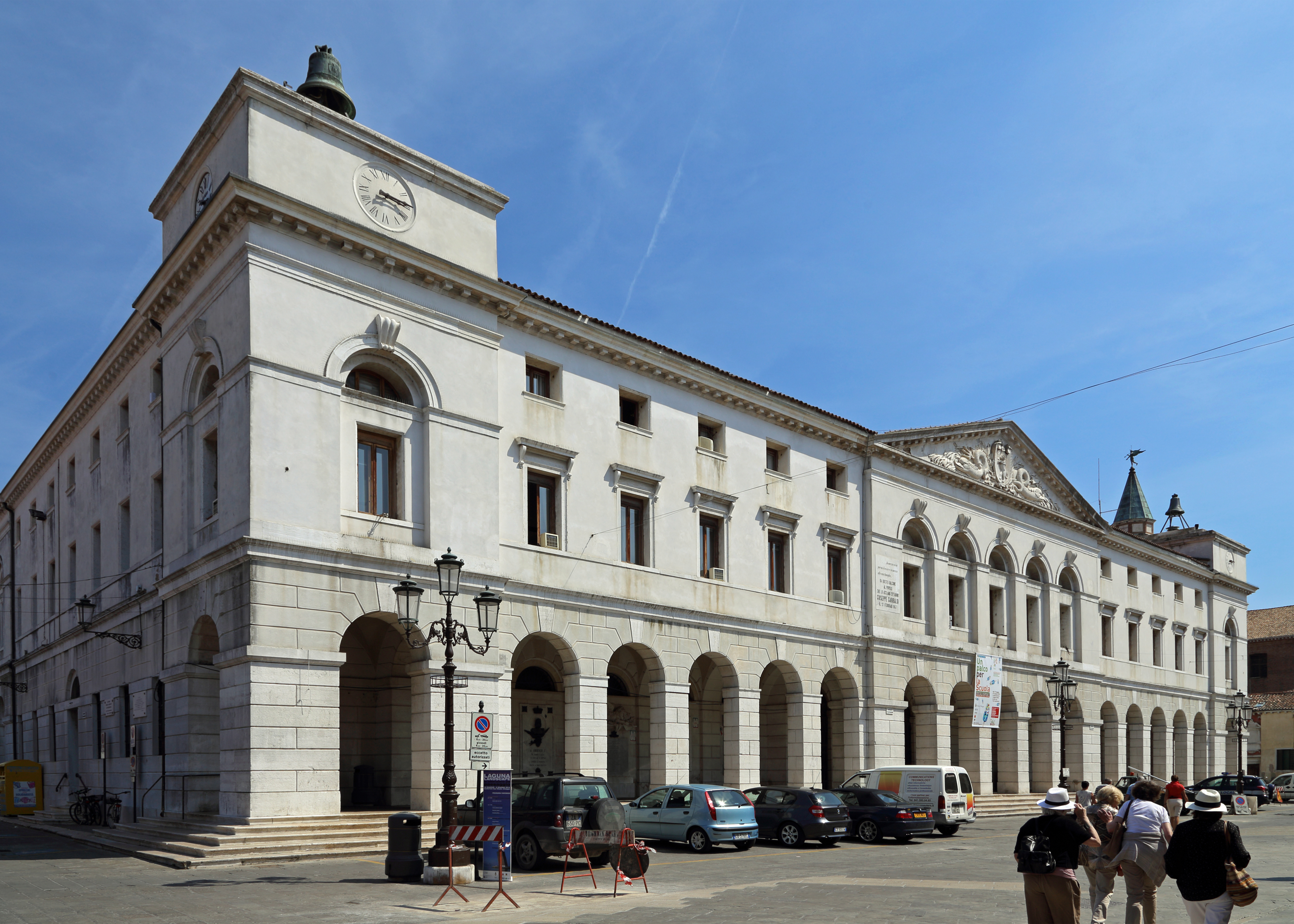
Ayuntamiento.

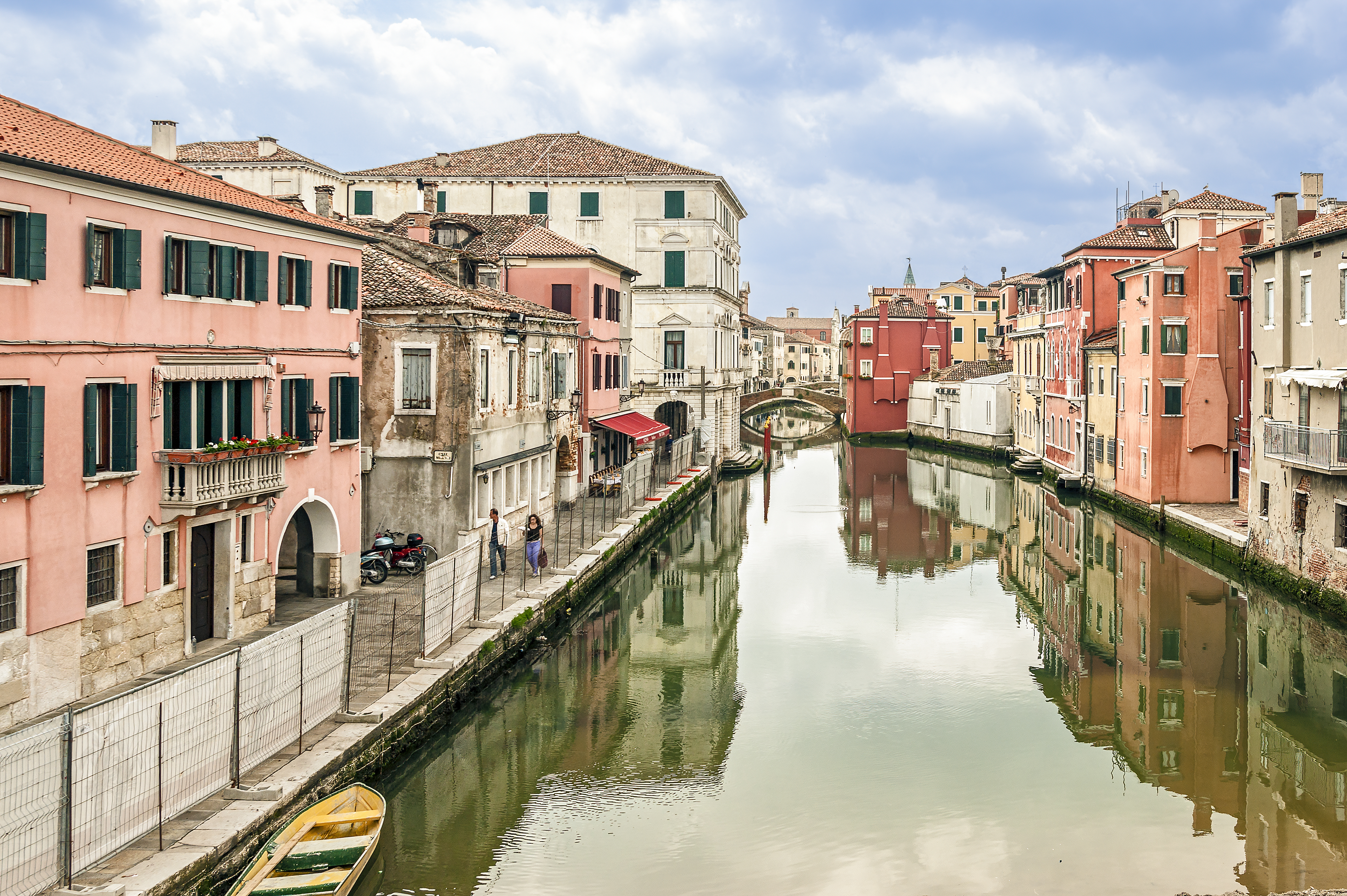
Canal Vena.

## Ciudades hermanadas
Chioggia está hermanada con las siguientes ciudades:
- Lamía, Grecia Central, Grecia.
- Saint-Tropez, Provenza-Alpes-Costa Azul, Francia.